# Baileya aphanes
Baileya aphanes är en fjärilsart som beskrevs av Dyar 1920. Baileya aphanes ingår i släktet Baileya och familjen trågspinnare. Inga underarter finns listade i Catalogue of Life.